# Charles E. Wiggins
Charles Edward Wiggins (ur. 3 grudnia 1927 w El Monte, zm. 2 marca 2000 w Las Vegas) – amerykański polityk, członek Partii Republikańskiej.

## Działalność polityczna
Od 3 stycznia 1967 do 3 stycznia 1975  był przez cztery kadencje przedstawicielem 25. okręgu, a od 3 stycznia 1975 do 3 stycznia 1979 przez dwie kadencje był przedstawicielem 39. okręgu wyborczego w stanie Kalifornia w Izbie Reprezentantów Stanów Zjednoczonych.